# Медянка (Ленинградская область)
Медянка (до 1948 года Ниемеля, фин. Niemelä) — посёлок в Советском городском поселении Выборгского района Ленинградской области.

## Название
Финское название деревни в переводе означает «Мысовое».
В 1948 году деревня Ниемеля получила новое наименование — Дубовка, с обоснованием «по географическим условиям». Однако, этот вариант не прошёл согласование в комиссии по переименованию, и деревне было присвоено новое название — Медянка, обоснование которого неизвестно.
Переименование было закреплено указом Президиума ВС РСФСР от 13 января 1949 года.

## История

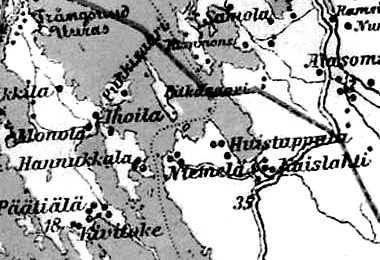
Деревня Ниемеля на финской карте 1923 года

До 1939 года деревня Ниемеля входила в состав волости Йоханнес (фин. Johannes) Выборгской губернии Финляндской республики.
С 1 января 1940 года по 31 октября 1944 года — в составе Карело-Финской ССР.
С 1 июля 1941 года по 31 мая 1944 года — финская оккупация.
С 1 ноября 1944 года — в составе Аласомского сельсовета Выборгского района Ленинградской области.
С 1 октября 1948 года — в составе Матросовского сельсовета.
С 1 января 1949 года деревня Ниемеля учитывается административными данными как деревня Медянка. В ходе укрупнения хозяйства к ней была присоединена соседняя деревня Хуйступпула (фин. Huistuppula).
С 1 января 1950 года — в составе Майского сельсовета.
С 1 июня 1954 года — в составе Соколинского сельсовета.
В 1958 году население деревни Медянка составляло 324 человека.
Согласно данным 1966, 1973 и 1990 годов посёлок Медянка находился в составе Соколинского сельсовета.
В 1997 году в посёлке Медянка Соколинской волости проживали 39 человек.
На основании областного закона № 76-оз от 13 декабря 2001 года в состав посёлка Медянка вошли посёлки Майское и Щербаково.
В 2002 году в посёлке Медянка Соколинской волости проживали 65 человек (русские — 94 %).
1 января 2006 года в соответствии с областным законом № 17-оз от 10 марта 2004 года «Об установлении границ и наделении соответствующим статусом муниципальных образований Всеволожский район и Выборгский район и муниципальных образований в их составе» были образованы в том числе Советское и Высоцкое городские поселения, в состав последнего отошла территория острова Майского, включая бывший посёлок Майское, ранее вошедший в состав Медянки.
В 2007 году в посёлке Медянка Советского ГП проживали 48 человек, в 2010 году — 101 человек.
На основании закона № 133-оз от 17 ноября 2023 года в состав посёлка Медянка вошёл посёлок при железнодорожной станции Попово.

## География
Посёлок расположен в западной части района на автодороге 41К-098 (подъезд к г. Высоцку) на восточном берегу Выборгского залива, близ бухты Медянской.
Расстояние до административного центра — 8 км.
Расстояние до ближайшей железнодорожной станции Попово — 3 км.

## Демография
| 2007 | 2010 | 2017 | 2021 |
| ---- | ---- | ---- | ---- |
| 48   | ↗101 | ↘74  | ↗156 |

## Достопримечательности
Рядом с посёлком на небольшом острове Ракосаари близ автодороги 41К-098 (подъезд к г. Высоцку), находятся остатки фортификационного сооружения 1860-х годов — Ниемельская батарея.

## Улицы
Береговая, Берёзовая аллея, Весенняя, Высоцкая, Дачная, Железнодорожная, Короткая, Лесная, Луговая, Ниемильской Батареи, Ольховый проезд, Рыбацкая, Сержанта Щербакова, Щербаковский проезд.